# Longages
Longages település Franciaországban, Haute-Garonne megyében. Lakosainak száma 3336 fő (2022. január 1.). Longages Lavernose-Lacasse, Bérat, Bois-de-la-Pierre, Capens, Carbonne, Noé és Peyssies községekkel határos.

## Népesség
A település népességének változása:
| Lakosok száma | 921  | 1332 | 1691 | 2398 | 2869 | 2958 | 3082 | 3160 | 3213 | 3336 |
|               | 1968 | 1982 | 1990 | 2006 | 2013 | 2015 | 2017 | 2019 | 2020 | 2022 |